# Jean-Dominique Fleury
Pour les articles homonymes, voir Jean Fleury (homonymie) et Fleury.
Jean-Dominique Fleury, né en 1946 à Pau, est un maître verrier français célèbre pour la réalisation technique des vitraux contemporains de nombreuses églises et cathédrales. En 2004, il est nommé Maître d'art.

## Biographie
Jean-Dominique Fleury fait ses études de verrerie à l'École des métiers d'art de Paris, dont il est diplômé en 1969, puis en 1972 participe à un premier chantier de restauration. Il crée en 1978 à Toulouse ses propres ateliers de verrerie et participe à la restauration des vitraux des cathédrales cathédrale Saint-Just de Narbonne (chapelle Saint-Michel), cathédrale Saint-Étienne de Toulouse, cathédrale Saint-André de Bordeaux, cathédrale Notre-Dame de Rodez et cathédrale Sainte-Cécile à Albi.
Jean-Dominique Fleury s'oriente également vers la création de vitraux contemporains, notamment lors de sa collaboration avec Pierre Soulages – qui a été le premier artiste avec qui il collabora en dehors de son atelier – pour la création des célèbres vitraux de l'abbatiale de Conques, et dès lors s'attache à travailler avec de nombreux plasticiens contemporains. Il réalise aussi ses propres créations comme pour l'ancien hôpital des pèlerins de Pons.
En décembre 2004, il est nommé Maître d'art par le Ministère de la Culture,.

## Principales collaborations
À partir de 1987 Jean-Dominique Fleury collabore avec de nombreux artistes de premier plan dont :
- Pierre Soulages, les 104 vitraux de l'abbatiale de Conques (1987-1992-1994)
- Martial Raysse, les vitraux de l'église Notre-Dame-de-l'Arche-d'Alliance à Paris
- Miquel Barceló, les vitraux de la cathédrale Bajo el mar de Palma de Majorque (2006)
- Pascal Convert, vitraux de l'Abbaye de Saint-Gildas-des-Bois
- Jean-Pierre Pincemin, vitraux de l'Abbaye de Sylvanès
- Marc Couturier, Jean-Michel Othoniel, Damien Cabanes, Didier Mencoboni
- Dominique De Beir, Lustre sidéral, huit vitraux, château de Kerguéhennec (escalier vers centre de recherche Pierre-Tal-Coat)